# 후시미역 (아이치현)
후시미역(일본어: 伏見駅)은 일본 아이치현 나고야시 나카구에 위치한 철도역이다.
문화 예술 시설에 가까운 것 외에도, 오피스거리에 위치하고 있다. 또, 쓰루마이 선에서 나고야역 및 사카에역으로 연결되는 환승역으로서 기능하고 있다.

## 타는 곳
| 1 | ■ 히가시야마 선 | 사카에·히가시야마 공원·후지가오카 방면 |
| 2 | ■ 히가시야마 선 | 나고야·다카바타 방면                   |
| 3 | ■ 쓰루마이 선   | 야고토·아카이케·도요타 시 방면         |
| 4 | ■ 쓰루마이 선   | 가미오타이·이누야마 방면               |

## 역세권 정보
- 나고야 인터시티
- 일본은행 나고야 지점
- 나고야 시 나카 소방서
- 전기문화회관
- 교엔자 회관
- 나고야 상공회의소
- 후시미 지하상가
- 독립신문 중부지점
- 나고야 아사히회관
- 중일본 고속도로 본사
- 나고야 시립 사카에 소학교
- 나고야 상과 대학 대학원

## 역사
- 1957년 11월 15일: 히가시야마 선 후시미초역으로 영업 개시.
- 1966년 6월 1일: 후시미역으로 개명.
- 1977년 3월 18일: 쓰루마이 선 영업 개시, 환승역이 됨.

## 사진

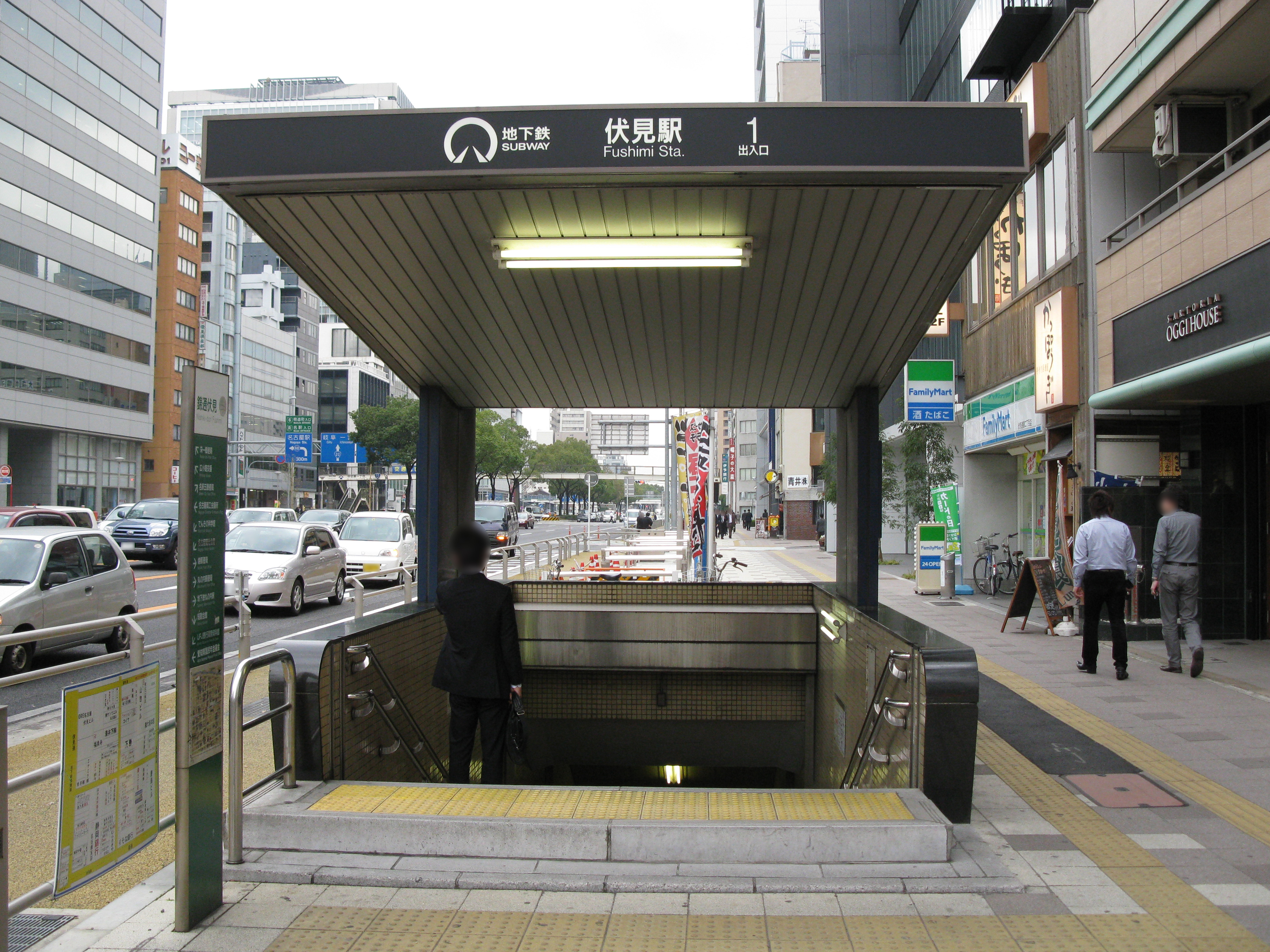
1번 출입구
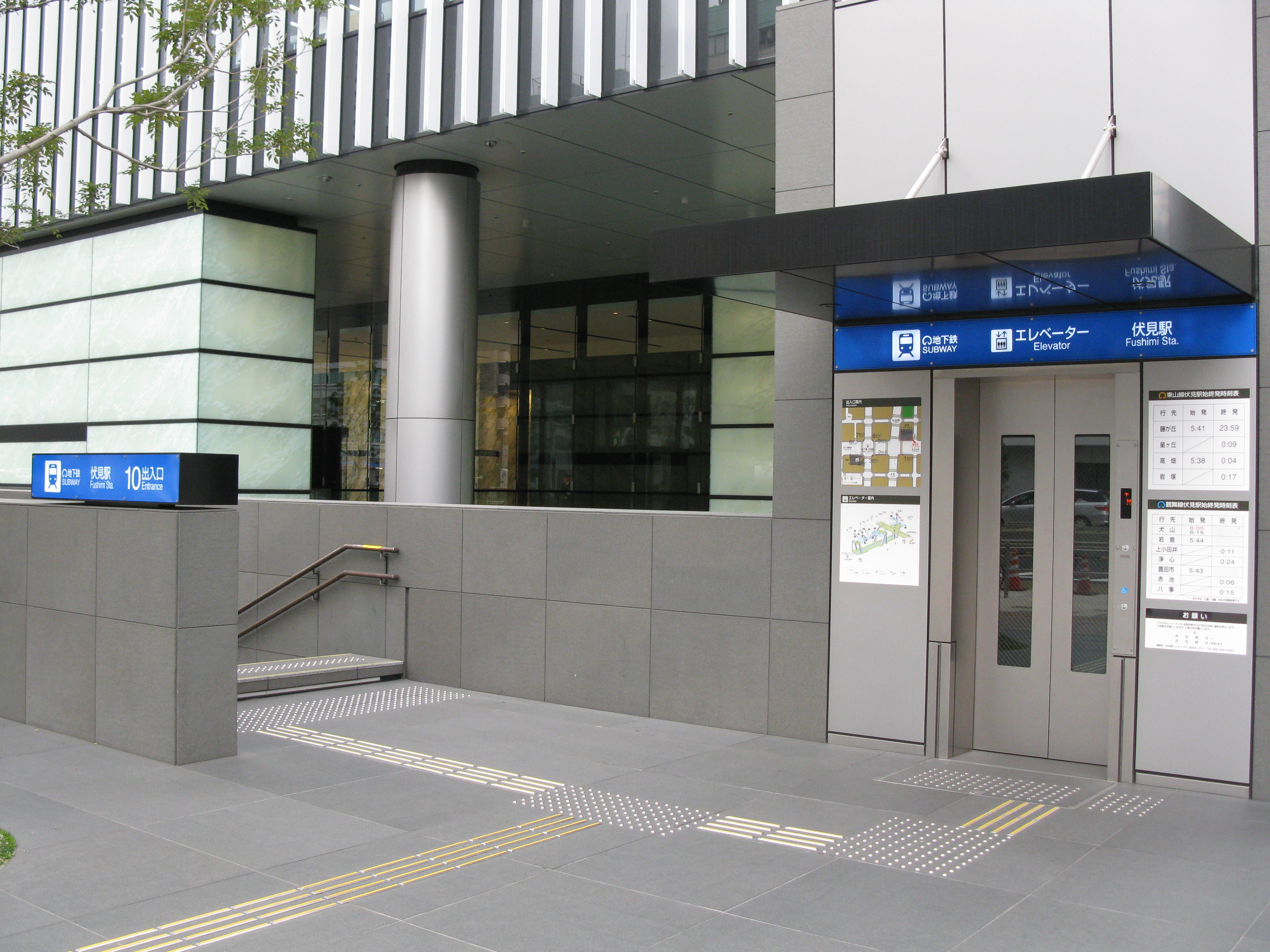
10번 출입구

## 인접역
| 나고야 지하철 ■ 히가시야마 선 | 나고야 지하철 ■ 히가시야마 선 | 나고야 지하철 ■ 히가시야마 선 |
| ----------------------------- | ----------------------------- | ----------------------------- |
| H 08 나고야 다카바타 방면     |                               | 사카에 H 10 후지가오카 방면   |

| 나고야 지하철 ■ 쓰루마이 선     | 나고야 지하철 ■ 쓰루마이 선 | 나고야 지하철 ■ 쓰루마이 선 |
| ------------------------------- | --------------------------- | --------------------------- |
| T 06 마루노우치 가미오타이 방면 |                             | 오스칸논 T 08 아카이케 방면 |